# Ästhetisierung
Ästhetisierung bedeutet, ein Objekt in einen ästhetischen Kontext zu stellen, in  dem es unter Gesichtspunkten von schön oder hässlich wahrgenommen wird. Während etwa Kunstwerke per definitionem in einem ästhetischen Kontext stehen, gilt dies für die meisten anderen Objekte nicht: Landschaften, Straßenszenen, wissenschaftliche Erkenntnisse oder Ereignisse aller Art sind zunächst keine ästhetischen Objekte. Sie können es jedoch werden, wenn sie entsprechend kontextualisiert werden. Fotografien von leidenden Menschen in Krisengebieten etwa zeigen in der Regel keine  „schönen“ Motive. Dennoch kann die Fotografie solche Situationen ästhetisieren. Auch Museen ästhetisieren ihre Exponate, indem sie sie in einen Kontext stellen, in dem diese Exponate unter ästhetischen Gesichtspunkten wahrgenommen werden. Dieser spezifisch ästhetische Charakter kann, wie Andreas Dorschel zeigt, nicht durch eine besondere (gesteigerte) 'Intensität' des Gefühls erklärt werden: „Wer zwei Minuten vor Ende der Prüfung die entscheidende Rechenaufgabe noch fertigzubringen sucht, hat intensivst das Gefühl, es hier und jetzt schaffen zu müssen, aber die Rechenaufgabe bleibt ihm theoretisches Problem und praktische Bewährungsprobe: sie wird durch die volle Präsenz seiner Aufmerksamkeit weder 'ästhetisch' noch 'ästhetischer'.“ Ästhetisierung ist demnach keine bloß psychologische Qualität, sondern eine soziale. Soziologen sprechen mit Blick auf Gesellschaften des späten 20. und frühen 21. Jahrhunderts von einer „Ästhetisierung der Lebenswelt“; damit ist gemeint, dass persönliche Erlebnisse, aber auch der eigene Lebensstil zunehmend unter ästhetischen Gesichtspunkten wahrgenommen werden. Mit der Entwicklung einer Alltagsästhetik hat sich sowohl theoretisch als auch empirisch Gerhard Schulze in seinem Werk Erlebnisgesellschaft (1992) als einer der ersten Soziologen befasst.